# 周公河
周公河，是中国长江流域的一条河流，汇入青衣江，属于大渡河水系。河长100千米，流域面积1122平方千米，年均流量57立方米每秒。自然落差2000米。水能理论蕴藏量25万千瓦。
周公河盛產雅魚，魚形似鯉而鱗細如鱒，相傳清代上貢慈禧，太后讚美為「龍鳳之肉」。